# First Glance / Harder... Faster
First Glance / Harder... Faster es un álbum recopilatorio de la banda canadiense de rock April Wine en el año de 2007 por la compañía británica The Beat Goes On en formato de disco compacto..
Este compilado se compone de dos discos compactos y enlista los temas de los álbumes First Glance y Harder... Faster los cuales fueron lanzados en 1978 y 1979, ambos por Aquarius Records en Canadá y Capitol Records en Estados Unidos. El orden de las canciones de First Glance en el disco uno va de acuerdo a las versiones estadounidense y británica.

## Lista de canciones

### Disco uno -First Glance
| Lado A |                                   |                      |          |  |
| N.º    | Título                            | Escritor(es)         | Duración |  |
| 1.     | «Get Ready for Love»              | Myles Goodwyn        | 4:25     |  |
| 2.     | «Hot on the Wheels of Love»       | Goodwyn / Steve Lang | 3:14     |  |
| 3.     | «Rock 'n' Roll is a Vicious Game» | Myles Goodwyn        | 3:10     |  |
| 4.     | «Right Down to It»                | Brian Greenway       | 3:03     |  |
| 5.     | «Roller»                          | Myles Goodwyn        | 4:19     |  |
| 6.     | «Comin' Right Down Top on Me»     | Myles Goodwyn        | 4:11     |  |
| 7.     | «I'm Alive»                       | Myles Goodwyn        | 2:54     |  |
| 8.     | «Let Yourself Go»                 | Myles Goodwyn        | 2:56     |  |
| 9.     | «Silver Dollar»                   | Myles Goodwyn        | 5:16     |  |

### Disco dos -Harder... Faster
| Lado A |                           |                                                                          |          |  |
| N.º    | Título                    | Escritor(es)                                                             | Duración |  |
| 1.     | «I Like to Rock»          | Myles Goodwyn                                                            | 4:23     |  |
| 2.     | «Say Hello»               | Myles Goodwyn                                                            | 2:59     |  |
| 3.     | «Tonite»                  | Myles Goodwyn                                                            | 4:12     |  |
| 4.     | «Ladies Man»              | Myles Goodwyn                                                            | 3:36     |  |
| 5.     | «Before the Dawn»         | Brian Greenway                                                           | 4:21     |  |
| 6.     | «Babes in Arms»           | Myles Goodwyn                                                            | 3:21     |  |
| 7.     | «Better Do It Well»       | Goodwyn / Gary Moffet                                                    | 3:34     |  |
| 8.     | «21 Century Schizoid Man» | Robert Fripp / Michael Giles / Greg Lake / Ian McDonald / Peter Sinfield | 6:24     |  |

## Créditos

### April Wine
- Myles Goodwyn — voz principal (excepto los temas «Right Down to It» y «Before the Dawn»), guitarra, teclados y coros
- Brian Greenway — voz principal (en los temas «Right Down to It» y «Before the Dawn»), guitarra, slide, armónica y coros
- Gary Moffet — guitarra, slide y coros
- Steve Lang — bajo y coros
- Jerry Mercer — batería

### Personal técnico y artístico
- Myles Goodwyn — productor
- Nick Blagona — productor e ingeniero de audio
- Andrew Thompson — remasterización
- Bob Lemm — trabajo de arte y diseño
- Nik the Knife — edición
- Bob Anderson — fotografía
- Michael Marks — fotografía
- Ilse Rupert-Karyo — fotografía